# Maeslantkering
Le Maeslantkering (traduisible en français par « Barrière de protection du pays de la Meuse ») est un ouvrage marin néerlandais permettant de protéger la ville de Rotterdam contre les tempêtes de la mer du Nord. Plus récent et dernier des travaux du plan Delta, il est réalisé sur la Nieuwe Waterweg, la voie navigable qui relie Rotterdam à la mer et est inauguré en mai 1997 par la reine Beatrix. Le Maeslantkering est l'une des plus grandes structures mobiles au monde avec une longueur totale de 420 mètres et une hauteur de 20 mètres ; son fonctionnement est ordonné par un superordinateur.

## Barrage
Le barrage consiste en deux portes monumentales. Lorsque le barrage est ouvert, les portes sont rangées sur la terre ferme. Un ordinateur décide automatiquement de la fermeture du barrage lors d'une marée haute imminente. Ceci arrive lorsque le niveau d'eau à Rotterdam dépasse le niveau normal d'Amsterdam de plus de 3 mètres. Les portes (d'une hauteur de 22 mètres et longues de 210 mètres, flottant sur l'eau de par leur densité proche de celle-ci), se referment alors. Au moment où les portes se touchent presque, la pression du courant sur l'ouvrage assure une fermeture efficace du Nieuwe Waterweg. Pour prévenir des chocs dommageables entre les différentes parties de l'ouvrage, une petite ouverture est laissée.
Les points d'articulation des deux portes ont nécessité des innovations technologiques pour leur construction : ils ont dû être prévus non seulement pour autoriser la fermeture et l'ouverture des portes, mais aussi pour permettre un glissement des portes vers le haut comme vers le bas. Avec un diamètre de 10 mètres, ce sont les plus grandes charnières réalisées au monde.
Les déplacements horizontaux des portes sont assurés par des moteurs redondants à 5 cylindres, fournissant une poussée d'huile. Cette technique fut choisie pour sa fiabilité et sa capacité à fournir une puissance constante indépendamment du courant. La force mécanique du moteur est transmise par des engrenages et des courroies. Les moteurs eux-mêmes ont été pendus verticalement pour pouvoir travailler indépendamment du niveau d'eau.  
Le Maeslantkering, dont les travaux débutent en 1991, est inauguré en mai 1997. Le coût de l'ouvrage s'élève à environ 800 millions de florins néerlandais (soit environ 360 millions €) à la fin des travaux. L'Algerakering, situé plus en amont, n'est pas obsolète, il est fermé beaucoup plus souvent et peut être actionné en très peu de temps ; tandis que le Maeslantkering nécessite plusieurs heures de préparation, au repos il est hors d'eau, il n'est fermé qu'en cas de  grand danger.

## Historique
Dans le plan Delta originel, aucune fermeture du Nieuwe Waterweg n'est envisagée, pour permettre l'accessibilité continuelle au port de Rotterdam.
Cependant, au milieu des années 1980, il est apparu que les digues projetées ne sont pas suffisamment élevées pour garantir une protection certaine des territoires très peuplés de la Hollande-Méridionale. 
Plusieurs solutions sont étudiées. Dans le cadre de l'Europoortkering, il est décidé de construire un barrage mobile. À l'époque, il en existe déjà un sur la Tamise, la barrière de la Tamise, mais celui du Nieuwe Waterweg doit être beaucoup plus grand. La décision finale de construction est prise en 1987.
Le principe de base de ce barrage mobile trouve son origine dans les pertuis à porte secteur (ou "à éventail") imaginés et expérimentés par Artus Gouffier, duc du Roannais, à la fin du XVIIe siècle, dans la haute vallée de la Seine, entre Troyes et Nogent-sur-Seine. Ce fut alors un relatif échec par manque de maintenance et une gestion certainement aléatoire, mais il est amusant de remarquer qu'à l'époque déjà, les Hollandais se sont intéressés à ce système qui offrait de grands avantages sur les autres, dont de plus grandes facilité et sécurité de manœuvre.

## Centre d'information

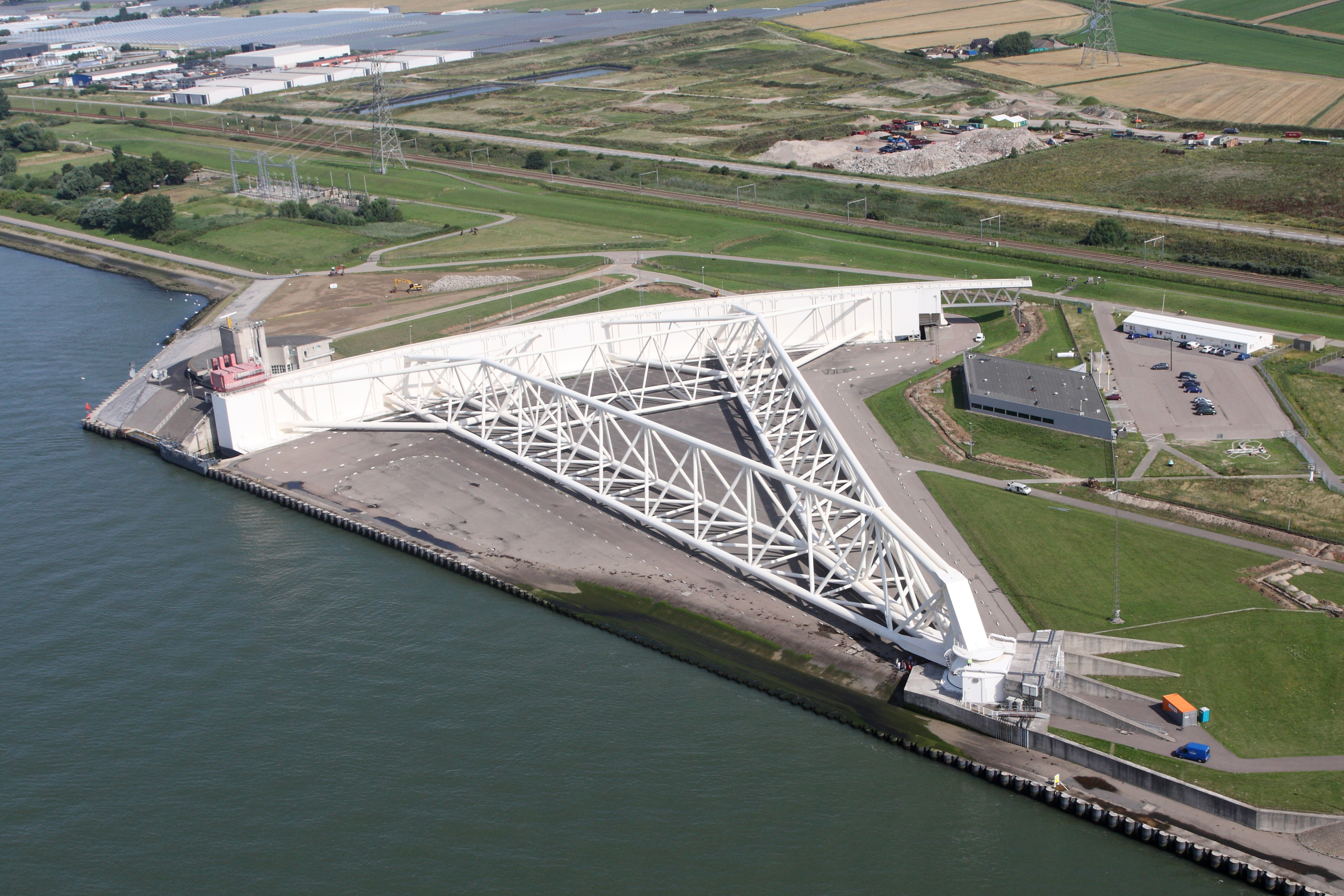
La porte nord du barrage en position ouverte.

Sur la rive nord du Maeslantkering (près de Maasdijk, entre le Hoek van Holland et le Maassluis) se trouve le Keringshuis (« Maison du barrage »), un centre d'information gratuit. Dans ce centre sont données différentes informations sur le Maeslantkering et les réalisations connexes.

## Liste des fermetures de portes en conditions réelles
| Date                         | Excès du niveau marin             | Remarques |
| ---------------------------- | --------------------------------- | --- |
| Nuit du 8 au 9 novembre 2007 | 2,84 m (1re situation de tempête) | Fermeture simultanée du Hartelkering, de l'Oosterscheldekering et de la barrière de la Tamise en raison de la forte tempête qui a balayé les côtes du nord de l'Europe, de la Norvège à la Grande-Bretagne. |
| 3 janvier 2018 vers 14h10    | 2,60 m                            | Fermeture simultanée de tous les barrages anti-tempête des Pays-Bas (Maeslantkering, Oosterscheldekering, Hartelkering, Algerakering et Barrage de Ramspol).                                                |

### Test annuel de fermeture

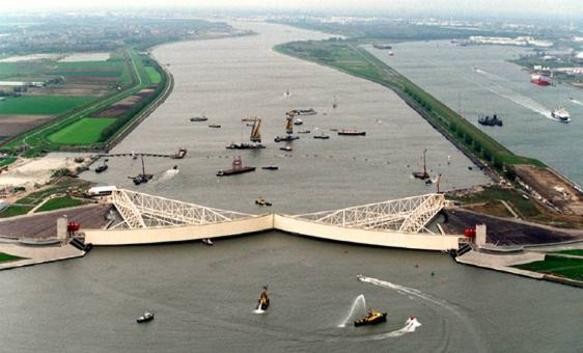
Maeslantkering en position fermée.

Le barrage est fermé une fois par an, en septembre, pour vérifier son bon fonctionnement.